# Нойлаа (станція метро)
48°08′45″ пн. ш. 16°23′10″ сх. д. / 48.1457° пн. ш. 16.386° сх. д.
«Нойлаа» (нім. Neulaa) — станція Віденського метрополітену, розміщена на лінії U1 між станціями «Оберлаа» та «Алауда-гассе». Відкрита 2 вересня 2017 року у складі дільниці «Ройманн-плац» — «Оберлаа». Названа за місцевістю, в якій розташована.
Розташована в 10-му районі Відня (Фаворитен) неподалік від перетину Фаворитен-штрасе і залізниці Донаулендебан. Має виходи до вулиць Ада-Кристен-гассе (на північ), Фаворитен-штрасе (на захід) і Банленде (на південь). Біля станції розташоване електродепо метрополітену.